# 献公 (鄭)
献公（けんこう、生年不詳 - 紀元前501年）は、春秋時代の鄭の君主。姓は姫、名は蠆。

## 生涯
鄭の定公の子として生まれた。紀元前514年4月、定公が死去すると、献公は後を嗣いで鄭公として即位した。紀元前506年、献公は晋・斉・魯・宋・蔡・衛などの諸侯とともに召陵の会盟に参加した。紀元前504年、鄭軍は馮・滑・胥靡・負黍・狐人・闕外の6邑を攻撃した。鄭は魯の侵攻を受けて、匡を奪われた。紀元前503年、献公は斉の景公と鹹で会盟した。紀元前502年、晋の士鞅の侵攻を受けて、蟲牢を包囲された。紀元前501年4月戊申、献公は死去し、子の声公が鄭公として即位した。